# Michaela Petřeková
Michaela Petřeková (* 7. října 1997 Valašské Meziříčí) je česká herečka.

## Životopis
Vyrůstala v Rožnově pod Radhoštěm. Vystudovala herectví na Janáčkově konzervatoři v Ostravě a již během studia hostovala v Národním divadle moravskoslezském. V letech 2015 a 2016 ztvárnila malou roli puberťačky v televizním seriálu Doktor Martin. V roce 2019 si zahrála ve videoklipu k písni „Waiting“ zpěváka Dušana Marka.
V roce 2021 ztvárnila roli Ilony v dramatu Jana Prušinovského Chyby. 
V roce 2022 se představila televiznímu publiku v roli ambiciózní právničky Markéty Tomečkové v seriálu Zoo.

## Filmografie
| Rok       | Název                              | Role                    | Poznámky                                   |
| --------- | ---------------------------------- | ----------------------- | ------------------------------------------ |
| 2015–2016 | Doktor Martin                      | puberťačka              | televizní seriál, vedlejší role            |
| 2019      | Specialisté                        | Bianka Kleinová         | televizní seriál, díl: Nastavený čas       |
| 2019      | Coup de foudre à Saint-Pétersbourg |                         | televizní film                             |
| 2021      | Chyby                              | Irena                   | filmový debut                              |
| 2021      | Hlava Medúzy                       | Andrea Lencová          | televizní seriál, díl: Vykročení do života |
| 2022      | Zoo                                | JUDr. Markéta Tomečková | televizní seriál, vedlejší role            |
| 2022      | Stíny v mlze                       | Nikol Holáňová          | televizní seriál, díl: Klec                |
| 2025      | ZOO Nové začátky                   | JUDr. Markéta Tomečková | televizní seriál, vedlejší role            |

## Divadelní role
- 2015 Molière: Škola pro ženy, Jiřka, Divadlo Antonína Dvořáka (Národní divadlo moravskoslezské), režie Janusz Klimsza
- 2016 Alfred Jarry: Král Ubu, Ubuova družina, Divadlo Antonína Dvořáka, režie Jan Frič
- 2017 Ingmar Villqvist: Bezkyslíkatí, účinkující, Janáčkova konzervatoř v Ostravě, režie Janka Ryšánek Schmiedtová[5]